# Baltai Kaunas
Der BC Baltai Kaunas war ein litauischer Basketballverein aus Kaunas. Er spielte in der Litauischen Basketballliga und in der Baltic Basketball League. Die Verwaltungsanstalt war Viešoji Įstaiga „Aisčių sportas“. Nach Saison 2011/12 schloss er sich mit LKKA-Atletas (jetzt LSU-Baltai) in Kaunas zusammen.

## Bisherige Vereinsnamen
- 1991–1998: Atletas
- 1998–2004: Topo Centras – Atletas
- 2004–2005: Hidruva-Atletas
- 2005–2007: Atletas
- 2007–2008: Aisčiai-Atletas
- 2008–2010: Aisčiai
- 2010–2011: Kaunas
- 2011–2012: Kauno Baltai

## Erfolge
- Litauische Basketball-Meisterschaft: Vizemeister 1994, 1995, 1996, 1998

## Bekannte Spieler
- Žydrūnas Ilgauskas (* 1975)
- Saulius Štombergas (* 1973)
- Virginijus Praškevičius (* 1974)
- Tomas Pačėsas
- Vladas Garastas
- Rimantas Grigas
- Darius Lukminas
- Rimas Kurtinaitis (* 1960), Trainer von VEF Riga
- Rolandas Skaisgirys

## Mannschaft 2008/2009
- Pranas Skurdauskas
- Ernestas Ežerskis
- Paulius Beliavičius
- Donatas Motiejūnas
- Egidijus Dimša
- Paulius Kleiza
- Tautvydas Barštys
- Tomas Rinkevičius
- Darius Gvezdauskas
- Vygantas Metelica

- Coach: Darius Dikčius
- Ass.: Donatas Velička